# Michael Obasuyi
Michael Obasuyi (12 de agosto de 1999) es un deportista de Bélgica que compite en atletismo. Ganó una medalla de plata en el Campeonato Europeo de Atletismo Sub-23 de 2021, en la prueba de 110 m vallas.